# Hilton Coliseum
 (mars 2025).
Si vous disposez d'ouvrages ou d'articles de référence ou si vous connaissez des sites web de qualité traitant du thème abordé ici, merci de compléter l'article en donnant les références utiles à sa vérifiabilité et en les liant à la section « Notes et références ».
James H. Hilton Coliseum est une salle de sports de 14 356 places située à Ames dans l'état américain de l'Iowa. Elle appartient à l'Université d'État de l'Iowa et sert principalement pour les matchs de basket-ball de l'équipe universitaire : les Iowa State Cyclones. L'enceinte sert aussi pour les compétitions de gymnastique, de lutte et de volley-ball de l'université.